# Ireneusz Kłos
Ireneusz Piotr Kłos (ur. 14 września 1959 w Gorzowie Wielkopolskim) – polski siatkarz, trener. Gdy był zawodnikiem grał na pozycji rozgrywającego. Trzykrotny wicemistrz Europy (1979, 1981, 1983), uczestnik trzech finałów Mistrzostw Świata. 337-krotny reprezentant Polski (1978–1987).
Zawodnik SZS-AZS Gorzów Wielkopolski, Gwardii Wrocław (1977–1989, 1995–1996], 2000–2001), Las Palmas (1989–1991, 1994–1995), AS Grenoble (1991–1993), CS Bertrange (1993–1994), AZS Częstochowa (1997–1999).
Był rozgrywającym Gwardii Wrocław w sezonie 1979/1980, gdzie potem miał być ważną postacią polskiej reprezentacji na Igrzyskach Olimpijskich w Moskwie w 1980 roku. Niestety, na miesiąc przed rozpoczęciem imprezy zaczęły mu doskwierać dolegliwości dłoni – drętwienie i sinienie palców. Przeprowadzono badania, ale nikt nie potrafił stwierdzić, co dolega siatkarzowi. Nie pomogły też lekarstwa sprowadzone z Europy zachodniej. Kłos igrzyska spędził w szpitalu i groziło mu nawet zakończenie kariery w wieku 21 lat. Po dwóch miesiącach przerwy próbował wrócić do treningów, ale dolegliwości znów wracały. Pomógł dopiero dość niespodziewanie zastrzyk, zaaplikowany siatkarzowi przez felczera podczas obozu treningowego w Lądku-Zdroju.
Od 7 września 2006 do 28 lutego 2007 roku trener żeńskiej reprezentacji Polski w piłce siatkowej.
Postanowieniem Prezydenta RP z dnia 22 listopada 2005 został odznaczony Krzyżem Kawalerskim Orderu Odrodzenia Polski.

## Dane
- Wzrost: 196 cm
- Specjalność: rozgrywający
- Stan cywilny: żonaty

## Sukcesy
- trzykrotny wicemistrz Europy (1979, 1981, 1983)
- trzykrotny mistrz Polski z zespołem Gwardii Wrocław (1980, 1981, 1982), raz zdobył mistrzostwo Polski z zespołem AZS Częstochowa w 1999 roku
- dwukrotny wicemistrz kraju w latach 1983–1984
- dwukrotny mistrz Hiszpanii z klubem Las Palmas Gran Canaria
- dwukrotny zdobywca Pucharu Króla
- złoty medal mistrzostw Europy 2005 w roli II trenera reprezentacji Polski

## Trener
- Gwardii Wrocław
- II trener żeńskiej reprezentacji w siatkówce (2004–2006)
- I trener żeńskiej reprezentacji w siatkówce (2006–2007)
- Piasta Szczecin
- UKS "Szczęśliwa" 13 Wrocław
- Gwardia Wrocław (2009–2013)

## Nagrody, wyróżnienia
- najwszechstronniejszy zawodnik ME w 1981 w Bułgarii, w tym samym roku wybrany do pierwszej szóstki na Pucharze Świata